# Hans Peter Braun
Hans Peter Braun (* 2. September 1935 in Esslingen am Neckar; † 1. August 2000 in Stuttgart-Degerloch) war ein deutscher Politiker (CDU). Er war von 1973 bis 2000 Landrat des Landkreises Esslingen.

## Werdegang
Nach Besuch des Zeppelin-Gymnasiums Stuttgart, wo er 1955 das Abitur ablegte, studierte er Rechtswissenschaft an den Universitäten in Tübingen und München, zuletzt mit Abschluss in Tübingen. Zwischen dem ersten und dem zweiten juristischen Staatsexamen absolvierte er zwei Semester am Europa-Institut Saarbrücken und erwarb dort ein Diplom der European Studies. 1964 wurde er in Saarbrücken zum Doktor der Rechte promoviert.
Seine berufliche Tätigkeit begann Braun am  1. September 1964 als Finanzassessor in der Steuerverwaltung des Landes Baden-Württemberg. Über das Finanzamt in Göppingen kam er zur Oberfinanzdirektion in Stuttgart. Ab Juni 1970 wurde er an das Staatsministerium Baden-Württemberg abgeordnet, wo er bis zu seiner Wahl zum Landrat als Referent für Haushalts- und Finanzpolitik in der Grundsatzabteilung tätig war.
Am 27. September 1973 wurde Braun erstmals vom Kreistag des Landkreises Esslingen auf die Dauer von acht Jahren zum Landrat gewählt, nachfolgend 1981, 1989 und 1997 wiedergewählt. Am 18. April 1980 wurde auf Brauns Wohnhaus in Ostfildern von der neonazistischen Terrororganisation Deutsche Aktionsgruppen ein Anschlag mit einer Rohrbombe verübt. Während seiner 27-jährigen Amtszeit (1973–2000) gestaltete er unter anderem maßgeblich die Entwicklung der Kreiskrankenhäuser, der kreiseigenen Schulen, des Abfallwirtschaftsbetriebs, des Kompostwerks in Kirchheim unter Teck und des Naturschutzzentrums. Er verstarb Anfang August 2000 im Dienst unerwartet an Herzversagen, nur wenige Wochen vor seiner Pensionierung, während eines Tennisspiels.

## Veröffentlichungen
- Prozeßhindernde Einreden und Zwischenstreit im Verfahren vor dem Gerichtshof der Europäischen Gemeinschaft. Dissertation, Universität des Saarlandes, Saarbrücken 1964
- als Hrsg.: Der Kreis Esslingen. 2. Aufl., Stuttgart 1992